# マルヌ川 (オーストラリア)
マルヌ川（マルヌがわ、Marne River）は、オーストラリア南部のロフティ山脈東部を流れる川であり、マレー川の支流である。1917年までは、南ライン川と呼ばれていたが、第一次世界大戦中の反ドイツ運動により現在の名前に変えられた。この名前は、第一次世界大戦でフランスがドイツに勝利したマルヌ会戦の戦場であるフランスのマルヌ川にちなんで付けられている。
マルヌ川の源流はエデン・バレーとスプリングトンの周辺にあり、カンブレーを経てマレー川に合流する。